# ليندا منوحين
ليندا مِنوحين عبد العزيز (8 أبريل 1950) هي صحفية ومحررة ومدوِّنة إسرائيلية من أصل عراقي، كتبت لعدد من وسائل الإعلام العربية. لجأت إلى إسرائيل في سبعينيات القرن العشرين، ولُقّبت بـ «آن فرانك العراق». شغلت سابقاً منصب رئيسة قسم الشرق الأوسط ومعلِّقة على الشؤون العربية في القناة الأولى التلفزيونية الناطقة بالعربية. كانت محور الفيلم الوثائقي الإسرائيلي ظل في بغداد، الذي أخرجه دوكي درور عام 2013.

## السيرة
وُلدت ليندا مِنوحين عبد العزيز عام 1950 في بغداد، المملكة العراقية، لعائلة يهودية عربية. بعد حرب 1967، تعرض يهود بغداد لاضطهاد متزايد.في سن الحادية والعشرين، فرت إلى إسرائيل عبر إيران البهلوية برفقة شقيقها، وبعد بضعة أشهر سلكت والدتها وشقيقتها الطريق نفسه، تركن والدهما خلفهما.عند وصولها إلى إسرائيل عام 1971، كان من الصعب على الناس آنذاك فهم تاريخ اليهود في العراق، وقد أعربت عن شعورها في تلك الفترة بأن «لم يكن للثقافة العربية مكان في إسرائيل.».
في عام 1972، اختُطِف والدها، يعقوب عبد العزيز، وهو محامٍ بارز في العراق، على يد عملاء حكوميين، ولم يُعرف عنه شيء منذ ذلك الحين. وفي السنوات التالية، وصل صدام حسين إلى السلطة في العراق، غادر غالبية يهود بغداد أو اختفوا أو قُتلوا.
في عام 1981، بدأت منوحين العمل في التلفزيون الناطق بالعربية على القناة الأولى الإسرائيلية، حيث شغلت أولاً منصب محررة في المجلة التلفزيونية، ثم تولّت لاحقاً رئاسة قسم شؤون الشرق الأوسط.عملت لاحقاً مستشارة لدى وزارة الخارجية الإسرائيلية لوسائل الإعلام الرقمية الناطقة بالعربية.
يتناول فيلم ظل في بغداد قصة عائلة منوحين، ومحاولة الإجابة عن بعض الألغاز التي لم تُحل حول اختفاء والدها واختفاء يهود بغداد، أخرجه دوكي درور عام 2013.

## وصلات خارجية
- مقابلة مع ليندا منوحين (2006)، المكتبة الوطنية الإسرائيلية